# Arne Nordgren
Torsten Arne Nordgren, född 24 juli 1922 i Stockholm, död 22 augusti 2016, var en svensk jurist som var lagman i Ludvika tingsrätt från 1972 till 1987.
Nordgren blev juris kandidat vid Lunds universitet 1949 och genomförde tingstjänstgöring 1949-1951 innan han blev fiskal vid hovrätten för Nedre Norrland 1952. Han blev tingsdomare i Falu domsaga 1961 och biträdande häradshövding där 1964. Han var lagman i Ludvika tingsrätt 1972-1987.
Nordgren var gift från 1952 med Birgitta, född Lundberg 1923.